# Golindouch
Golindouch, Golindukht, Golindokht, o Dolindokht (muerta en 591) fue una dama noble persa que se convirtió al cristianismo y fue santa y mártir.
Se convirtió del zoroastrismo al cristianismo durante el reinado de Cosroes I. Fue perseguida bajo Cosroes I y Hormizd IV y murió en Mabbog (Hierapolis Bambyce).